# 迈索
迈索一词起源于于英文单词‘Mysore’，原意为印度的一个地名，中文译为‘迈索尔’。
迈索在瑜伽练习者人群中特指一种瑜伽练习方式,参照英文词条’Mysore style‘。

## 迈索练习的方式
由瑜伽练习者各自根据自己的身体状况进行固定动作的重复练习。由现场导师根据练习者的练习情况给出指导建议并达到提升的目的。
1. ↑  .   [2013-01-17]. （原始内容存档于2020-11-25）.